# Gauche radicale
Die Gauche radicale (radikale Linke) war eine französische Parlamentsfraktion, die von 1881 bis 1940 in der Dritten Republik in der Abgeordnetenkammer bestand. Ursprünglich umfasste die Fraktion die äußerste Linke, bevor sie sich während der Belle Époque der linken Mitte zuwandte. Die Fraktion wurde nach und nach zentristisch und verankerte sich in den 1930er Jahren in der rechten Mitte.

## Geschichte
Die Fraktion der Gauche radicale wurde im Dezember 1881 auf Initiative von Henri Chéneau in der Abgeordnetenkammer gegründet. Sie setzte sich aus Parlamentariern der Union républicaine und in geringerem Maße der Extrême gauche (extreme Linke) zusammen. Es handelte sich um Radikale, die wie die Mitglieder der Extrême gauche weitergehende Reformen anstrebten, aber die regierenden Republikaner unterstützen.
Später widersetzte sich die Gruppe dem Boulangismus und sozialistischen Bewegungen. Sie unterstützte die Regierung von Pierre Waldeck-Rousseau und ergriff während der Dreyfus-Affäre Partei für Alfred Dreyfus. In den 1910er Jahren erreichte sie mit über 100 Abgeordneten den Höhepunkt ihres Einflusses. Ihre Mitglieder unterstützten die Regierung Émile Combes in ihrem antiklerikalen Kampf und stimmten 1905 unter der Regierung Rouvier II für das Gesetz zur Trennung von Kirche und Staat. Bei Sozialgesetzen wie der Arbeiter- und Bauernrente oder der Einkommensteuer waren sie jedoch zurückhaltend.
Ursprünglich stand es den Abgeordneten der 1901 gegründeten Parti radical frei, welcher Fraktion sie angehören wollten: der Fraktion der Gauche radicale oder der Fraktion der Parti radical. Im Jahr 1913 beschloss die Parti radical, dass jeder Abgeordnete, der mit Unterstützung der Partei gewählt wurde, sich der zweiten dieser Fraktionen anschließen musste. Diese Entscheidung führte dazu, dass etwa 50 Mitglieder die Gauche radicale verließen und die Zahl der Abgeordneten, die der Fraktion angehörten, auf 70 sank. Damit verblieben die gemäßigteren Radikalen (Radical indépendant), die nun eher nach rechts als nach links blickten, sowie die säkulareren Mitglieder der Alliance démocratique (ARD).
Die Fraktion wurde später Teil des Bloc national und unterstützte die konservativen Regierungen, die daraus hervorgingen. Um ihren Willen zur Einheit zu unterstreichen, schloss sie sich im Januar 1920 mit den progressiveren „Linksrepublikanern“ zusammen (ehemals ARD), die der PRDS nahestanden. Diese neue Fraktion, die etwa 120 Abgeordnete zählte, nannte sich Fraktion der „Republikanischen Demokratischen Linken“.
Der Gegensatz zwischen den Linksrepublikanern, die immer konservativer wurden und das Cartel des gauches vehement ablehnten, und den Radikalen, die sich daran beteiligten, führte 1924 zur Neugründung der Fraktion der Gauche radicale.
1924 war die letzte Wahl, bei der die Abgeordneten der Gauche radicale eine Koalition mit den Sozialisten der Section française de l’Internationale ouvrière (SFIO) bildeten: Ihr Rechtsruck ab 1926, das Scheitern des Cartel des gauches und die Unterstützung des Rechtskurses der Allparteienregierung Poincarés führten zum Bruch mit den Linksbündnissen. Nach 1926 entschied sich die Gruppe für die Parole „Weder Reaktion noch Revolution“, die die Parti radical und die Alliance démocratique, die nun die gemäßigte republikanische Rechte bildeten, einschloss.
Der Soziologe André Siegfried beschrieb die Abgeordneten der Fraktion als Personen, „die sozial konservativ sind und nicht mit der Linken brechen wollen, die also in Interessenfragen rechts und in politischen Fragen links stimmen“. Aufgrund ihrer Mittelposition war die Gauche radicale oft der Schiedsrichter zwischen den verschiedenen Mehrheiten.
1936 versuchte der Führer der Alliance Démocratique, Pierre-Étienne Flandin, die Gruppe dauerhaft in der Alliance zu verankern. Dieser Versuch scheiterte: Die Fraktion der Gauche radicale wurde zur Fraktion der Gauche démocratique et radicale indépendante (Demokratische Linke und unabhängige Radikale) und schluckte den größten Teil der Fraktion der Indépendants de gauche (Unabhängige der Linken).
Die Gruppe verschwand mit der Errichtung des Vichy-Regimes und wurde in der Vierten Republik nicht wieder gegründet. Die meisten ihrer ehemaligen Mitglieder zogen es angesichts des Aufstiegs der marxistischen Parteien und der Diskreditierung der Rechten vor, sich der Parti radical, die gerade erst linke Bündnisse abgelehnt hatte, oder sich gemäßigten rechten Gruppierungen wie der kurzlebigen Parti républicain de la liberté (Republikanische Partei der Freiheit, PRL) anzuschließen. Deren überwiegend männliche Wählerschaft wandte sich eher dem Mouvement républicain populaire (MRP) zu. Das Rassemblement des gauches républicaines (1946–1958, Sammlung der republikanischen Linken), das trotz seines Namens nicht links war, gilt als Fortsetzung dieser säkularen Mitte-Rechts-Bewegung.